# Robert S. Gelbard

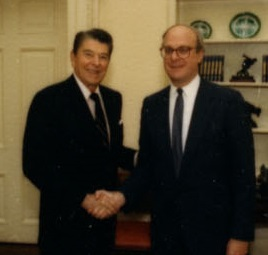
Robert S. Gelbard (rechts) mit US-Präsident Ronald Reagan im Oval Office (14. September 1988)

Robert Sidney Gelbard (* 14. März 1944 in New York City) ist ein ehemaliger US-amerikanischer Diplomat, der unter anderem von 1988 bis 1991 Botschafter der Vereinigten Staaten in Bolivien, zwischen 1993 und 1997 im US-Außenministerium Leiter der Unterabteilung für internationale Drogen- und Strafverfolgungsangelegenheiten (Assistant Secretary of State for International Narcotics and Law Enforcement Affairs) sowie von 1999 bis 2001 Botschafter in Indonesien war.

## Leben
Robert Sidney Gelbard, Sohn von Charles Gelbard und dessen Ehefrau Ruth Fisher Gelbard, begann nach dem Schulbesuch ein Geschichtsstudium am Colby College, welches er 1964 mit einem Bachelor of Arts (BA History) beendete. Danach begann er seine berufliche Laufbahn beim Friedenscorps (Peacecorps), eine unabhängige Bundesbehörde für Völkerverständigung, und war für dieses von 1964 bis 1966 in Bolivien sowie zwischen 1968 und 1970 auf den Philippinen tätig. Er studierte ferner am Massachusetts Institute of Technology (MIT) und war 1978 Mitarbeiter im Stab des Council of Economic Advisers, dem Rat der Wirtschaftsberater der US-Regierung. Ein postgraduales Studium der Verwaltungswissenschaften an der John F. Kennedy School of Government der Harvard University schloss er 1979 mit einem Master of Public Administration (MPA) ab. Er trat als Foreign Service Officer in den diplomatischen Dienst des Außenministeriums und fand in den folgenden Jahren zahlreiche Verwendungen im Ministerium sowie an Auslandsvertretungen. 1985 übernahm er den Posten als stellvertretender Leiter der Unterabteilung Südamerika (Deputy Assistant Secretary of State for South America), den er bis 1988 bekleidete.

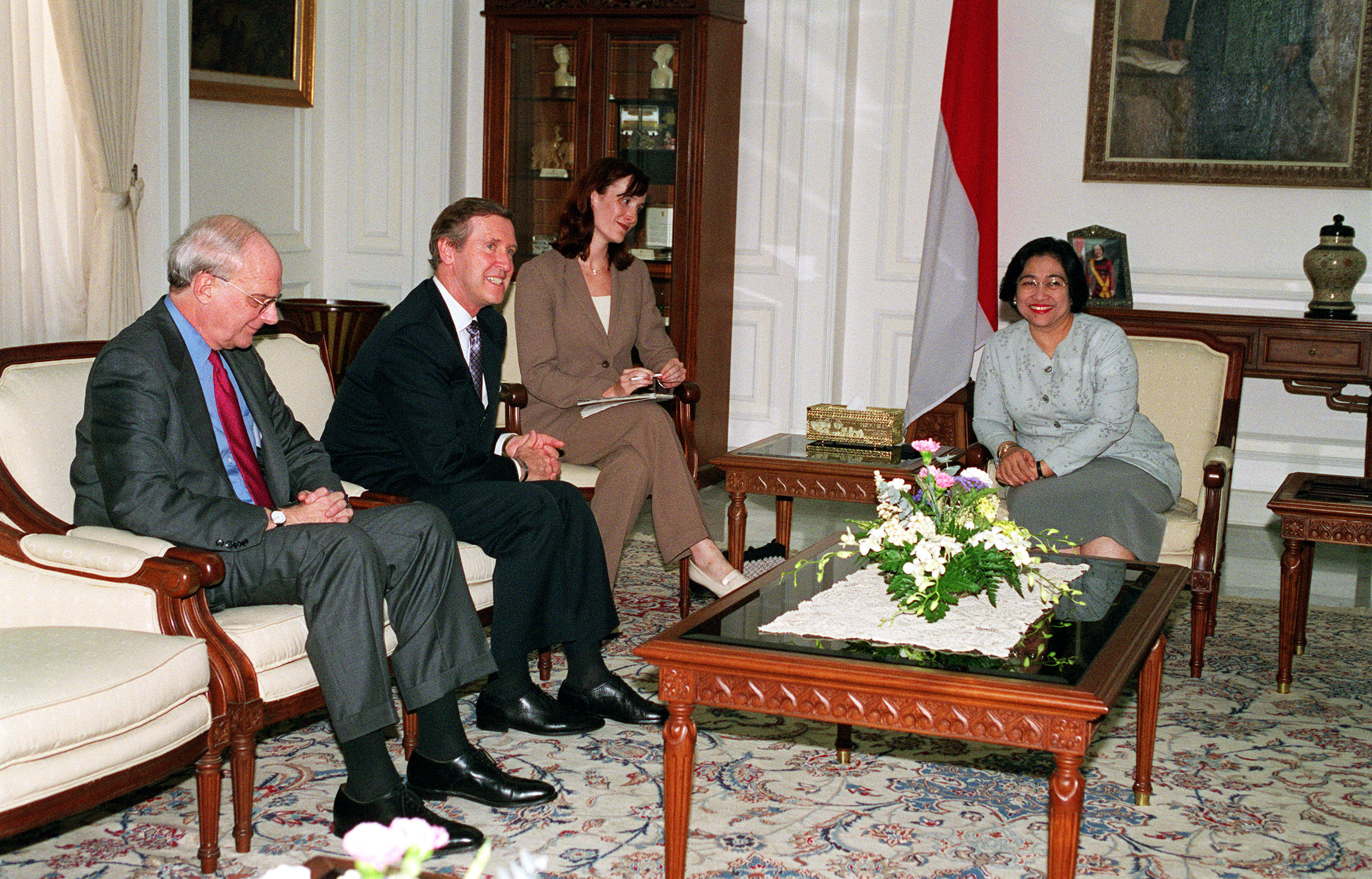
Gelbard (links) als Botschafter in Indonesien mit US-Verteidigungsminister William S. Cohen (2.v.l.) und der Vizepräsidentin Indonesiens Megawati Sukarnoputri (rechts) (18. September 2000).

Am 12. August 1988 wurde Gelbard zum Botschafter der Vereinigten Staaten in Bolivien ernannt und übergab dort am 11. Oktober 1988 als Nachfolger von Edward Morgan Rowell seine Akkreditierung. Auf diesem Posten verblieb er bis zum 20. Juli 1991 und wurde daraufhin von Charles R. Bowers abgelöst. Nach seiner Rückkehr übernahm er von 1991 bis 1993 im Außenministerium den Posten als Erster stellvertretender Leiter der Unterabteilung Interamerikanische Angelegenheiten (Principal Deputy Assistant Secretary of State for Inter-American Affairs). Danach wurde er am 22. November 1993 zunächst zum Leiter der Unterabteilung für internationale Betäubungsmittelangelegenheiten (Assistant Secretary of State for International Narcotics Matters) ernannt und übernahm dieses Amt am darauf folgenden 23. November 1993 offiziell von Melvyn Levitsky. Im Zuge einer Reorganisation und Aufgabenerweiterung wurde er am 10. Februar 1995 Leiter der Unterabteilung für internationale Drogen- und Strafverfolgungsangelegenheiten (Assistant Secretary of State for International Narcotics and Law Enforcement Affairs) und übte diese Funktion bis zum 10. April 1997 aus, woraufhin Rand Beers seine dortige Nachfolge antrat.
Gelbard wurde am 9. August 1999 zum Botschafter in Indonesien berufen und überreichte dort am 18. Oktober 1999 als Nachfolger von J. Stapleton Roy sein Beglaubigungsschreiben. Er verblieb auf diesem diplomatischen Posten bis zum 14. Oktober 2001 und wurde im Anschluss von Ralph Leo Boyce abgelöst. Er ist des Weiteren Ehrenmitglied der Rechtsanwaltskammer von Florida (Florida Bar Association) und engagierte sich zeitweise für die American Academy of Diplomacy, das Political Action Committee (PAC) New Leadership for America sowie den World Affairs Council. Darüber hinaus unterstützte er die Wahlkämpfe von John Kerry bei der Präsidentschaftswahl 2004 sowie von Barack Obama bei den Präsidentschaftswahlen 2008 und 2012.